# منتخب السودان تحت 20 سنة لكرة القدم
منتخب السودان تحت 20 سنة لكرة القدم هو ممثل السودان الرسمي في المنافسات الدولية في كرة القدم في فئة كرة قدم تحت 20 سنة للرجال
، يديريه اتحاد السودان لكرة القدم.